# Stanley Reiter
Stanley Reiter né le 26 avril 1925 et mort le 9 août 2014 à Evanston est un auteur, économiste et professeur américain à l'Université Northwestern. Reiter est un pionnier dans le domaine de la conception de mécanismes.

## Biographie
Reiter obtient son BA avec distinction en économie du Queens College en 1947. Il obtient ensuite sa maîtrise (1950) et son doctorat en économie (1955) de l'Université de Chicago.
De 1949 à 1954, il est çnstructeur et assistant de recherche à l'Université Stanford. De 1954 à 1967, il est professeur à l'Université Purdue. Il rejoint le corps professoral de la Northwestern University en 1967.
En 1960, Reiter invente le terme Cliométrie.
Reiter est un pionnier dans le domaine de la conception de mécanismes. En 2006, lui et l'économiste Leonid Hurwicz, lauréat du prix Nobel 2007, écrivent le livre Designing Economic Mechanisms.
Reiter est membre de l'Econometric Society, de l'American Association for the Advancement of Science et de l'American Academy of Arts and Sciences.
Il est décédé en 2014.

## Publication
- Stanley Reiter et Leonid Hurwicz, Designing economic mechanisms, New York, Cambridge University Press, 2008 (ISBN 9780521724104)